# Красная книга Ненецкого автономного округа
Красная книга Ненецкого автономного округа — аннотированный список редких и находящихся под угрозой исчезновения животных, растений и грибов Ненецкого автономного округа. Она была подготовлена под редакцией О. В. Лавриненко и И. А. Лавриненко.

## Издание
Первое издание Красной книги Ненецкого автономного округа (НАО) выпущено в 2006 году. Красная книга Ненецкого автономного округа является официальным изданием, предназначенным как для специалистов, так и для широкого круга читателей.
В издании представлен список редких и находящихся под угрозой исчезновения животных, растений и грибов Ненецкого автономного округа. Список содержит 225 видов — 123 вида растения (из них 102 вида сосудистых растений: 2 вида папоротниковидных и 100 видов отдела цветковых), 36 видов грибов и лишайников, 66 видов животных.
Для каждого вида из основного списка приведены иллюстрации, карта распространения, определены статус и категория редкости, даны краткое описание, сведения о численности и необходимых мерах охраны.
В феврале 2018 года прокуратурой НАО направлено исковое заявление в Нарьян-Марский городской суд о понуждении Департамента природных ресурсов, экологии и агропромышленного комплекса НАО и КУ НАО «Центр природопользования и охраны окружающей среды» обеспечить переиздание Красной книги, издание которой должно осуществляться не реже одного раза в 10 лет.